# Lista över arter i Mass Effect
Mass Effect är en science fiction-RPG/TPS-spelserie utvecklad av Bioware. Serien innehåller en nämnvärd mångfald av olika fiktiva arter man som spelare stöter på under spelens gång. Denna artikeln beskriver några av dem.

## Arter inom Citadellet
Citadellet är en enorm rymdstation som befinner sig i Serpent-Nebulosan. Det används som politiskt center för citadellrymd, som i princip är till stor del all rymd där det lever rymdfarande varelser med ambassad på citadellet. Citadellrymden styrs av det s.k. Citadellrådet, som är en kommitté av representanter från politiska grupper hos asari, salarian och turian.

### Asari
Asari är blåhyade humanoider som till utseende och kroppsform påminner mycket om människor, förutom deras vågiga hudformationer på bakhuvudet och avsaknaden av utstickande öron och hår. Biologin skiljer sig dock på många fler områden. Deras imponerande cellåterbildningsförmåga gör det möjligt för dem att bli uppåt 1000 år gamla. Asari är enkönade och kan inte delas in i hane och hona. Deras reproduktionssätt kan snarast liknas vid en sorts partenogenes och innebär att asarin genomgår en så kallad sammansmältning med en partner, som kan tillhöra i stort sett alla arter och kön. Via direkt fysisk beröring anpassar asarin medvetet sitt nervsystem till att matcha sin partners och bildar då ett tillfälligt förenat nervsystem. Det är under denna process som asarin skaffar sig en andra genuppsättning som denne befruktar sig själv med. Asaris föredrar att fortplanta sig med en annan ras än sin egen eftersom det ökar avkommans genetiska variation samt att den kan ärva vissa biologiska fördelar från "fadern". Trots stora biologiska skillnader är deras avkomma alltid asari.
En asari genomgår tre klimakteriska perioder i sitt liv, som alla psykologiskt utmärker sig på olika sätt. Den första kallas för jungfruskedet och är en fas då deras rastlöshet, nyfikenhet och upptäcktslust är som starkast. Andra fasen kallas för husmorsskedet och börjar ungefär då en asari närmar sig 350 år, eller tidigare om de genomgått många sammansmältningar. Det är vid denna tid som de börjar känna ett behov av att slå sig ner och bilda familj. Den tredje och sista fasen kallas för matriarkskedet och börjar vanligtvis vid 700 års ålder, eller tidigare om de genomgått få sammansmältningar. De flesta asari söker sig vid denna ålder någon form av sysselsättning där de kan dela med sig av sin ihopsamlade visdom, till exempel som rådgivare.
Samhällsstrukturen hos asari har genomgått flera förändringar innan och efter de fick kontakt med andra främmande arter. Under flera århundraden bestod deras samhällen av konfederationer som fredligt förde handel och diskussion med varandra. När it-teknologin utvecklades hos dem, bildades en slags elektronisk demokrati, utan politiker eller representanter, som var tillgängligt för alla att delta i via ett internetsystem. På så sätt skapades deras nuvarande demokratiska världssamhälle, som kallas för de Asariska Republikerna och har en centralistisk politisk inriktning. Deras extremt höga genomsnittsålder gör att asari föredrar att agera efter långsiktiga mål för att uppnå långsiktig hållbarhet i bland annat ekonomiska och politiska frågor.
Asari var de första som upptäckte Citadellet och när de kom i närkontakt med arten salarian föreslog asari att bilda Citadellrådet vars uppgift är att bibehålla fred runtom i vintergatan.
Det har funnits massor av religioner hos asari, många av dem har med tiden minskat eller försvunnit helt. Två av de starkaste religionerna som fortfarande finns kvar är den panteistiska siari, som kan översättas till ”allt är ett”, samt den mer monoteistiska dyrkan av gudinnan Athame.
Deras diplomatiska och fredliga natur gör att asari är en av de minst utvecklade inom krigföring och inte har någon egen centraliserad militärmakt. Istället har de små förband som representerar varje samhälle. Dessa består av välutbildade soldater, så kallade jägare, och har det som sitt heltidsyrke. På grund av deras begränsade antal och uthållighet i konventionell krigföring, är de mest specialiserade på gerillakrigföring, infiltrering, lönnmord och så vidare. Tack vare deras unika fortplantningssystem har asari en naturligt stor affinitet för att använda de biotiska krafter som förekommer i Mass Effect. Alla jägare måste besitta någon grad av biotisk förmåga för att kunna bli värvade.

### Salarian
Till utseendet påminner Salarian om den klassiska utomjordingen. Tvåbent med smal och avlång kroppsform och har stora mörka ovala ögon, som skyddas av ett tunt membran istället för ögonlock. Deras huvud delar upp sig i två hornformiga delar strax över ögonen och smalnar sedan av ner mot munnen.  Hudfärgen varierar oftast i olika nyanser av blå eller grå. Det finns dock undantag med ljusa färger i rött o grönt. Salarian är amfibiska och lägger ägg, som beroende på om de blir befruktade eller ej, blir honor respektive hanar. Äggläggningen sker en gång om året, men sociala regler och förhandlingar mellan familjerna gör att endast en bråkdel av dem blir befruktade. Som konsekvens består salarian endast av 1/10 honor. När en salarian är nykläckt skaffar de en psykologisk prägling till dem omkring sig. Därför är det sed att när kläckningen väl sker är deras Dalantrass (matriark) närvarande för att säkerställa sin auktoritet över dem. Då honor kläcks är det mycket viktigt att båda föräldrarnas Dalantrass är närvarande, eftersom en dotters lojalitet till båda släkterna är väsentligt för att bibehålla unionen mellan dem. Namn hos salarian har förutom deras födelsenamn, också många titlar som beskriver deras ursprung, politiska tillhörighet samt släktskap. 
Salarian har ett gott fotografiskt minne vilket gör att de sällan glömmer bort personer, platser eller andra synintryck. De har även en säreget hög metabolism vilket gör att deras tankeprocess är avsevärt högre än den hos de flesta självmedvetna varelser, samt att de inte behöver mer än en timmes sömn per dag. Salarian är till sättet ofta hyperaktiva och excentriska, vilket får andra arter att framstå som mer tröga och långsamma. Dessvärre leder deras höga metabolism till en kort medellivslängd och de blir sällan mer än 40 år. 
Arten salarian är inte hormonbaserad. Med andra ord är känslor såsom kärlek och upphetsning obefintliga. Istället är attraktionen mellan hane och hona enbart att sprida vidare arvsmassan efter planerade syften och sociala koder. Salarian är en matriarkalisk art och trots att hanarna kan få högaktade positioner inom företag, militären eller den akademiska världen har de mycket litet inflytande inom politiken. Strukturellt liknar det politiska styret hos salarian mycket vårt eget feodala system. I toppen sitter matriarken och under henne minskar makten successivt, samtidigt som populationen blir avsevärt större. matriarkerna för varje familj bildar tillsammans med andra högsittande familjer, ett nätverk som går under namnet Salarian-Unionen.
Salarian är mest kända för sina biologiska och teknologiska framsteg. Det var salarian som först kom i kontakt med krogan och upplyfte deras civilisation med sin överlägsna teknologi. Krogan ökade i population explosionsartat och inte långt därefter började de med våld skaffa sig mer utrymme i vintergatan. För att rätta till sitt misstag, utan att utrota krogan helt, skapade salarian tillsammans med turian ett biovapen som kallades för the Genophage som orsakade dödfödsel hos krogan. Inom kort hade populationen minskat dramatiskt.
Den fundamentala militärdoktrinen hos salarian är att förhindra ett krig innan det bryter ut. Vilket gör att salarian alltid anfaller utan förvarning, eller att förklara krig först. Salarian skapar också starka allianser i synnerhet med turian för att hålla fiender på avstånd. Deras militär har en organisation som kallas STG (Special Task Group) och fungerar som en dold underrättelsetjänst vars huvudsakliga uppgift är antiterrorism, sabotage och lönnmord.

### Övriga
- Drell
- Elcor
- Hanar
- Human
- Keeper
- Turian
- Volus

## Arter utanför Citadellet
De arter som inte följer Citadellrådets ledning av olika anledningar ses ofta som ett hot mot den galaktiska säkerheten och har därför ingen plats på Citadellet (batarian, krogan m.m.). Det finns dock vissa som helt enkelt har valt att stå utanför (till exempel Quarian).
- Batarian
- Collectors
- Geth
- Krogan
- Quarian
- Reapers
- Vorcha